# Carles Francino Murgades
Carlos Francino Murgades (Barcelona; 3 de enero de 1958) es un periodista y presentador radiofónico español, actualmente encargado de presentar  La ventana de la Cadena SER. Es padre, entre otros, del actor Carles Francino Navarro.

## Trayectoria
Sin finalizar sus estudios de periodismo en la UAB, inició su carrera profesional en Radio Tarragona. En 1979 obtuvo su primer trabajo fijo en Radio Popular de Reus, como redactor de deportes, y más tarde se incorporó a la delegación tarraconense de la Cadena COPE y fichó por la Cadena SER (1987). Durante su juventud y hasta los veintiséis años compaginó el periodismo con la práctica del fútbol. Militó en varios equipos tarraconenses de categoría regional, llegando a jugar en categoría nacional -Tercera División- con el CF Reus Deportiu.
Tres años más tarde formó parte del equipo fundacional de  Canal + en Madrid, conduciendo la emisión inaugural de la cadena. Ejerció de subdirector de informativos y presentó la edición nocturna de Redacción (1990-1994). Ese mismo año es contratado para presentar la edición nocturna del Telenoticíes (TV3), consiguiendo unos excelentes datos de audiencia -llegaron a superar al resto de informativos de España, tanto de la cadena pública como del resto de privadas-.[cita requerida] Su rigor le valió el reconocimiento no sólo de la audiencia, sino también de la crítica y de todo el espectro político. En 1999 recibió el Premio Ciudad de Barcelona por su labor. Además de presentar Telenotícies, fue el subdirector de informativos diarios de la cadena autonómica.
En 2005 volvió a la Cadena SER para sustituir a Iñaki Gabilondo al frente del matinal Hoy por hoy, manteniéndose como indiscutible líder de audiencia -según datos del EGM-. En 2006 compartió, con el propio Gabilondo, Àngels Barceló y Jon Sistiaga, la dirección y presentación del programa de televisión Cuatro x Cuatro. 
Ha sido galardonado con el Premio Antena de Oro 2006 por su labor en Hoy por hoy, programa que se ha confirmado como el más escuchado en toda la radio en el 2007.
Francino fue el presentador de los premios Ondas 2009, en los cuales se generó la polémica, al negarse este a entregarle el premio de mejor presentador de televisión al controvertido presentador Jorge Javier Vázquez.
Entre el 12, y hasta el 26 de abril de 2010 tuvo un pequeño paréntesis profesional debido a su baja por paternidad. Su segundo hijo es fruto de su relación con una de las productoras de su programa.
El 15 de junio de 2012 se anunció que a partir del 3 de septiembre abandonaría el programa que presentaba desde 2005 en la Cadena Ser, Hoy por hoy, para asumir la dirección de La ventana, programa vespertino de la misma emisora que hasta entonces presentaba Gemma Nierga. En este mismo año tuvo a su tercer hijo.
El 25 de septiembre de 2018, fue ampliamente criticado al dar validez en su programa "La Ventana" a pseudociencias como la osteopatía y la acupuntura. No obstante, el día siguiente abrió "La Ventana" retractándose y desdiciéndose de sus comentarios sobre la homeopatía.
El 24 de marzo de 2021, el presentador tuvo que abandonar temporalmente su espacio en la SER tras contraer el COVID-19. Regresó el 10 de mayo, 47 días después. Le sustituyó hasta entonces Roberto Sánchez.

## Premios
- Antena de Oro (2015).[7]
- Antena de Oro (2016).
- Premio Liber 2021 al fomento de la lectura en Medios de Comunicación (2021).[8]
- Premio Ondas a la Trayectoria o mejor labor profesional (2022).